# Прогрес и благоденствие
„Прогрес и благоденствие“ е българска политическа партия с водач проф. Адриан Палов.
Учредена е на 28 март 2009 в Пловдив. На учредяването на новата политическа организация присъстват около 400 делегати от Велинград, Шумен, Ловеч, Разград, Кърджали, Момчилград, Благоевград, Пазарджик и други градове на страната.
Новоучредената партия е бъде ориентирана в дясното политическо пространство, като ще търси коалиционни споразумения с дясно ориентираните политически сили.